# SM-liiga 1975/1976
SM-liiga 1975/1976 byla 1. sezonou Finské ligy ledního hokeje. SM-liiga vznikla jako nástupkyně SM-saarji a stala se nezávislou na Finském hokejovém svazu. Mistrem se stal tým TPS Turku.

## Základní část
| Poř. | Tým              | Z  | V  | R | P  | B  | VG  | IG  |
| ---- | ---------------- | -- | -- | - | -- | -- | --- | --- |
| 1.   | TPS Turku        | 36 | 25 | 5 | 6  | 55 | 194 | 113 |
| 2.   | Tappara Tampere  | 36 | 21 | 6 | 9  | 48 | 189 | 113 |
| 3.   | Ässät Pori       | 36 | 20 | 3 | 13 | 43 | 187 | 140 |
| 4.   | IFK Helsinky     | 36 | 19 | 5 | 12 | 43 | 181 | 146 |
| 5.   | Lukko Rauma      | 36 | 19 | 3 | 14 | 41 | 175 | 142 |
| 6.   | Jokerit Helsinky | 36 | 17 | 2 | 17 | 36 | 169 | 156 |
| 7.   | Ilves Tampere    | 36 | 14 | 6 | 16 | 34 | 147 | 160 |
| 8.   | Koo-Vee Tampere  | 36 | 14 | 5 | 17 | 33 | 152 | 162 |
| 9.   | FoPS Forssa      | 36 | 6  | 4 | 26 | 16 | 126 | 243 |
| 10.  | Sport Vaasa      | 36 | 5  | 1 | 30 | 11 | 114 | 259 |

## Play off

### Semifinále
- TPS Turku - IFK Helsinky 2:0 (2:1, 5:2)
- Tappara Tampere - Ässät Pori 2:0 (3:2 P, 6:4)

### O 3. místo
- Ässät Pori - IFK Helsinky 2:0 (8:5, 8:6)

### Finále
- TPS Turku - Tappara Tampere 2:0 (4:1, 2:1)